# Герб Тихорецка
Герб муниципального образования Тихорецкое городское поселение Тихорецкого района Краснодарского края Российской Федерации — один из главных символов города Тихорецка и Тихорецкого городского поселения.
Герб города Тихорецка утвержден решением Совета муниципального образования город Тихорецк от 4 февраля 2005 года №64(П-4) и внесен в Государственный геральдический регистр Российской Федерации под №1829.

## Описание герба
В золотом поле зелёный крест, обременённый составным серебряно-чёрным узким вогнутым сквозным ромбом с усечёнными концами. Внутри ромб сопровождён серебряной головой ушастой совы.

## Обоснование символики
Золотой цвет поля щита символизирует богатство, интеллект, процветание, а также обозначает солнечный свет, перерабатывающую сельскохозяйственную промышленность.
Узкий вогнутый сквозной ромб переменных серебряно (бело) - черных тинктур, вписанный в зеленый крест, является топографическим изображением железной дороги и символизирует железнодорожный узел, от которого железные дороги расходятся в четырёх направлениях. Вокруг этого железнодорожного узла со временем вырос город.
Зеленый цвет креста символизирует надежду, радость, изобилие и одновременно говорит, что город является одним из самых озеленённых городов в степной зоне края. Изображение креста дополняет символику города как крупного железнодорожного и автомобильного узла.
Серебряная (серая) ушастая сова внутри ромба символизирует мудрость, пользу, а также говорит о том, что данные птицы в большом количестве обитают в городских парках и лесонасаждениях.

## Описание и символика предыдущей версии
Первый герб города Тихорецка был утвержден исполнительным комитетом городского Совета депутатов трудящихся 8 апреля 1970 года, постановлением №5/116. Автор герба Павел Федорович Зорихин.
В зеленом щите изображена эмблема, состоящая из половины шестерни, колосьев, вогнутый сквозной ромб, компонованный из черных и серебряных квадратов. В центре эмблемы цифра "1874". В верхней части герба на фоне цветов флага РСФСР написано название города.
Сквозной ромб напоминает схематическое обозначение железнодорожной развязки, именно железную дорогу, а также отрасли, связанные с железной дорогой (производство и пропитку шпал, производство рельсов и шпальных втулок и т.п.) он и символизирует. Тихорецк - крупный железнодорожный узел на Северной Кавказе.